# Song Ngư (chiêm tinh)
Song Ngư (tiếng Anh: Pisces /ˈpaɪsiːz/; tiếng Hy Lạp cổ: Ἰχθύες Ikhthyes; ký hiệu: ♓︎) là cung hoàng đạo thứ mười hai và cuối cùng trong Hoàng Đạo, trải dài từ 330° đến 0°Của kinh độ thiên thể. Biểu tượng là hai con cá nối đuôi bơi ngược nhau. Song Ngư thuộc nguyên tố Nước (cùng với Cự Giải và Bọ Cạp) và là một trong 4 cung Linh hoạt (cùng với Song Tử, Xử Nữ và Nhân Mã).
Chủ tinh của Song Ngư là Hải Vương tinh. Đối đỉnh với Xử Nữ trong vòng tròn Hoàng Đạo. Từ khóa: Nhân ái và nhân từ, tự hy sinh, trực giác, lý tưởng, ấn tượng, tiếp thu, nhạy cảm.
Song Ngư là cung có thuộc tính Nữ và chi phối đôi bàn chân trên cơ thể.

## Bối cảnh

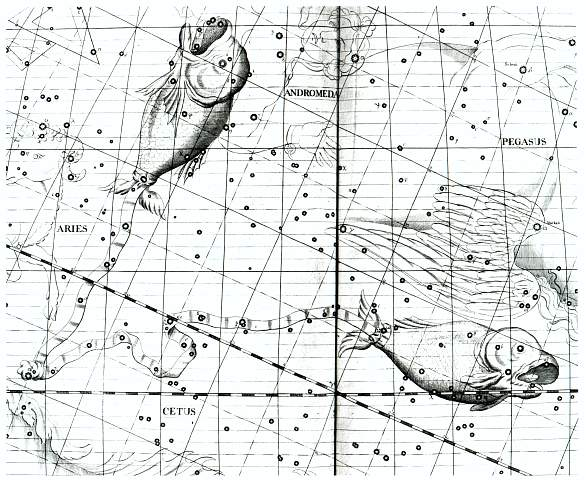
"Một sợi dây nối đuôi của Song Ngư, hai con cá," từ Atlas Coelestis.

Trong khi cung chiêm tinh Song Ngư theo định nghĩa là đi từ kinh độ hoàng đạo 330 ° đến 0 °, thì hiện nay vị trí này hầu hết đã bị che phủ bởi chòm sao Bảo Bình do tiến động khi chòm sao và cung nằm trùng nhau.
Ngày nay, Điểm đầu tiên của Bạch Dương, hay tiết Xuân phân (vernal equinox), nằm trong chòm sao Song Ngư.
Không có ngôi sao sáng nào nằm trong chòm sao Song Ngư, những ngôi sao sáng nhất chỉ có cấp sao đứng thứ tư. Một ngôi sao nằm trong chòm sao, Alpha Piscium, còn được gọi là Alrescha, bắt nguồn từ tiếng Ả Rập الرشآء al-rišā’, có nghĩa là "dây giếng nước",  hoặc "dây".
Tuy nhiên, chòm sao khác với vị trí thiên văn ở vùng không gian mà cung hoàng đạo này ngự trị. Các chòm sao trong thời gian trước đó chủ yếu được sử dụng làm mốc đánh dấu để giúp xác định tầm ảnh hưởng của bầu trời. Thế nhưng, cung Song Ngư vẫn nằm trong khoảng 30 độ thuộc kinh tuyến 330 ° - 0 °.
Ptolemy mô tả sao Alpha Piscium là điểm mà các sợi dây nối hai con cá được thắt lại với nhau. Ký hiệu chiêm tinh cho thấy hai con cá bị giữ lại bởi một sợi dây, được đặc trưng bởi miệng hoặc đuôi. Những con cá thường được miêu tả là bơi ngược chiều nhau; điều này thể hiện tính đối lập trong bản chất của cung Song Ngư. Chúng được Sao Hải Vương cai trị. Mặc dù chúng xuất hiện như là một cặp, nhưng tên của cung Hoàng đạo trong tất cả các ngôn ngữ ban đầu chỉ đề cập đến một loài cá, ngoại trừ tiếng Hy Lạp,  tiếng Rumani, Bungari, Hà Lan, Hungari, Latvia và Ý. Song Ngư thuộc nhóm nguyên tố nước và dễ biến đổi của Hoàng đạo.

## Thần thoại
Những liên hệ với thần thánh của Song Ngư bao gồm Poseidons (Neptune), Chúa, Aphrodite, Eros, Typhon, Vishnu và nữ thần Inanna của người Sumer.

### Trong thần thoại sơ khai
"Pisces" là từ trong tiếng Latinh để chỉ "Những con cá". Đây là một trong những cung hoàng đạo sớm nhất được ghi nhận, hình ảnh hai con cá xuất hiện cách đây khoảng 2300 TCN từng được tìm thấy trên nắp quan tài Ai Cập.
Theo thần thoại Hy Lạp, Song Ngư đại diện cho con cá, đôi khi được đại diện bởi cá koi, trong đó Aphrodite (cũng được coi là thần Venus)  và cậu con trai là Eros (cũng được coi là thần Cupid) đã biến hình để thoát khỏi con quái vật Typhon. Typhon là "cha đẻ của tất cả quái vật", đã được Gaia gửi đến để tấn công các vị thần, khiến Pan phải cảnh báo những vị thần khác trước khi chính mình biến thành cá phèn và nhảy xuống sông Euphrates. Một truyền thuyết tương tự, trong đó cá "Pisces" mang Aphrodite và con trai của nàng thoát khỏi nguy hiểm, được tái hiện trong tác phẩm thơ năm tập Astronomica: "Venus ow'd her safety to their Shape."  của Manilius Một truyền thuyết khác đó là một quả trứng rơi xuống sông Euphrates, sau đó đã bị cá lăn vào bờ. Chim bồ câu ngồi trên quả trứng cho đến khi nó nở, từ đó sinh ra nữ thần Aphrodite. Như là một biểu hiện của lòng biết ơn đối với con cá, Aphrodite đã đưa con cá lên bầu trời đêm.
Vì những câu chuyện thần thoại này, chòm sao Song Ngư còn được gọi là "Venus et Cupido," "Venus Syria cum Cupidine," "Venus cum Adone," "Dione" và "Veneris Mater,"sau này là thuật ngữ Latinh chính thức để chỉ người mẹ.
Nguồn gốc cung Song Ngư trong thần thoại Hy Lạp đã được nhà chiêm tinh học người Anh Richard James Morrison trích dẫn như một ví dụ về những câu chuyện ngụ ngôn bắt nguồn từ học thuyết chiêm tinh học nguyên thủy, và cho rằng "ý định ban đầu của nó sau đó đã bị cả các nhà thơ và linh mục sửa đổi lại."

### Trong thần thoại và tôn giáo hiện đại
Purim, một ngày lễ của người Do Thái, rơi vào lúc trăng tròn trước Lễ Vượt Qua, căn cứ theo thời điểm trăng tròn ở Bạch Dương, tiếp nối Song Ngư. Câu chuyện về sự ra đời của Chúa Kitô được cho là kết quả của tiết Xuân phân đi vào chòm sao Song Ngư, khi Đấng Cứu Thế của Thế giới xuất hiện với tư cách là một Ngư dân. Điều này tương đương với việc sẽ bước đến Thời đại Song Ngư.

#### Thời đại chiêm tinh

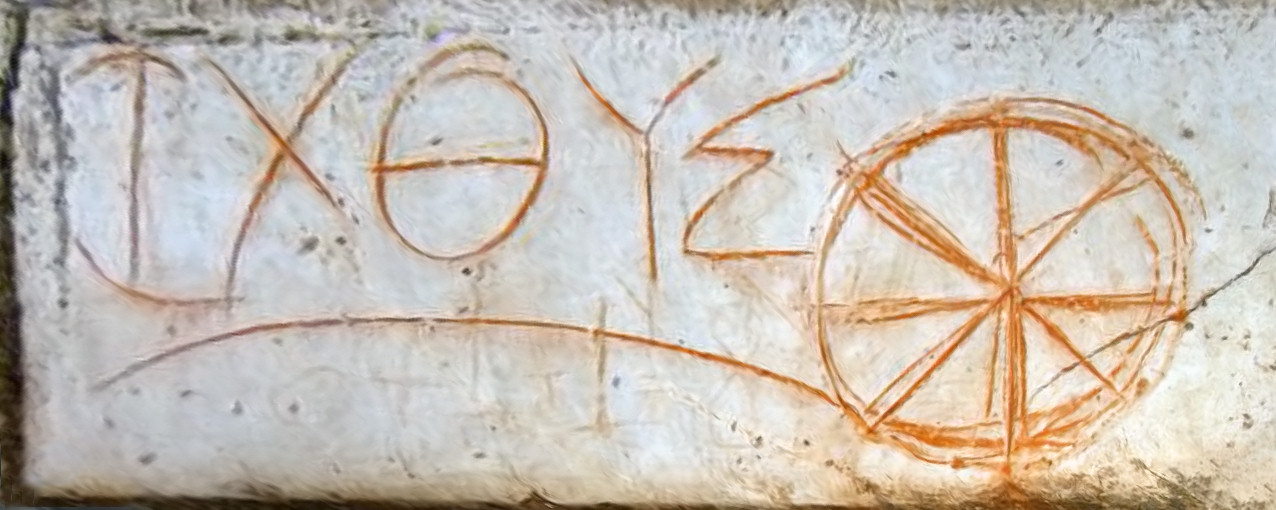
Ký tự ichthys thời kỳ đầu của Cơ đốc giáo được khắc với các chữ cái Hy Lạp trên đá cẩm thạch trong tàn tích Hy Lạp cổ đại ở Ephesus, Thổ Nhĩ Kỳ.

Thời đại chiêm tinh là một khoảng thời gian trong chiêm tinh học song song với những thay đổi lớn trong sự phát triển của cư dân trên Trái đất, đặc biệt liên quan đến văn hóa, xã hội và chính trị, và có mười hai thời đại chiêm tinh tương ứng với mười hai cung Hoàng Đạo. Các thời đại chiêm tinh xảy ra do một hiện tượng được gọi là tuế sai của Xuân phân, và một thời kỳ hoàn chỉnh của tuế sai này được gọi là Năm Vĩ đại hay Năm Platon.
Thời đại Song Ngư bắt đầu vào khoảng năm 1 sau Công nguyên và sẽ kết thúc vào khoảng năm 2150 sau Công nguyên.Với câu chuyện về sự ra đời của Chúa Giê-su trùng với ngày này,, nhiều biểu tượng Kitô giáo cho Chúa Kitô sử dụng biểu tượng chiêm tinh của Song Ngư, là những con cá. Bản thân hình tượng Chúa Giê-su mang nhiều tính khí và đặc điểm tính cách của một Song Ngư, và do đó được coi là một nguyên mẫu của người thuộc cung Song Ngư. Hơn nữa, mười hai tông đồ được gọi là "những người đánh cá của loài người", những người theo đạo Cơ đốc ban đầu tự gọi mình là "những con cá nhỏ", và một ký hiệu cho Chúa Giê-su trong tiếng Hy Lạp để chỉ loài cá, "Ikhthus." Với điều này, thời kỳ bắt đầu, hay "Tháng Vĩ đại của Song Ngư", được coi là sự khởi đầu của tôn giáo Cơ đốc. Thánh Peter được công nhận là tông đồ thuộc cung Song ngư.

## Biểu tượng
Ở nơi sâu thẳm của đại dương, có một cặp cá màu sặc sỡ, chúng liên kết với nhau bằng một sợi dây xích màu bạc, đây chính là hình ảnh tượng trưng của những người sinh thuộc chòm Song Ngư. Họ phần lớn là để mặc cho số phận, không thích theo đuổi danh lợi. Cặp cá này đang vui vẻ tự tại, đợi những đợt sóng dâng trào không ngưng cuốn chúng trôi dạt đến nơi nào đó. Song Ngư thích hoạt động trầm tĩnh, tự vui với bản thân, hướng nội. 
Biểu tượng của Song Ngư là cách điệu của hai con cá. Truyền thuyết cung này có từ thời Sumer, nhưng câu chuyện được biết đến nhiều nhất có từ thời Hy Lạp. Aphrodite và người con trai Eros đã bị con quái vật Typhon rượt đuổi. Họ thoát chết trong gang tấc khi nhảy xuống nước và biến thành cá. Người tuổi Song Ngư thường trốn mình trong biển cả của trí tưởng tượng.

### Danh mục tài liệu
- Allen, Richard Hinckley (1899), Star-names and their meanings, G. E. Stechert, OCLC 1285139
- Ankerberg, John (2011), The Facts on Astrology, ISBN 9781937136154
- Astronomical Applications Department (2011). Multiyear Computer Interactive Almanac. 2.2.2. Washington DC: US Naval Observatory. Longitude of Sun, apparent geocentric ecliptic of date, interpolated to find time of crossing 0°, 30°....
- Atsma, Aaron (2017), "ICHTHYES (Ichthyes) - Fish of Aphrodite in Greek Mythology", Theoi.com, truy cập ngày 8 tháng 10 năm 2017
- Battistini, Matilde (2007), Astrology, Magic, and Alchemy in Art, Getty Publications, ISBN 9780892369072
- Bobrick, Benson (2006), The Fated Sky: Astrology in History, Simon & Schuster, ISBN 9780743268950
- Cainer, Jonathon (1999), The Complete Book of the Zodiac, Sterling Publishing Company, Inc., ISBN 9780806959221
- Carey, George W.; Perry, Inez Eudora (2003), Zodiac, Kessinger Publishing, ISBN 9780766138063
- Carus, Paul, biên tập (1920), The Open Court, quyển 34, The Open Court Pub. Co., OCLC 1761311
- Constellation of Pisces, International Astronomical Union, Bản gốc lưu trữ ngày 28 tháng 12 năm 2024, truy cập ngày 4 tháng 12 năm 2012
- Cross Smith, Robert (1828), A manual of astrology, or the book of the stars, OCLC 243960206
- "The Fish That Saved Pittsburgh", Plot Summary, IMDb, truy cập ngày 1 tháng 1 năm 2013
- Freke, Timothy; Gandy, Peter (2001), The Jesus Mysteries: Was the "Original Jesus" a Pagan God?, Random House Digital, Inc., ISBN 9780609807989
- Guttman, Ariel; Guttman, Gail; Johnson, Kenneth (1993), Mythic Astrology: Archetypal Powers in the Horoscope, Llewellyn Worldwide, ISBN 9780875422480
- Hutton, Charles (1815), A Philosophical and Mathematical Dictionary, OCLC 557643793
- Leo, Alan (1899), Astrology for all: to which is added a complete system of predictive astrology for advanced students, L.N. Fowler & Co, OCLC 796904382
- Louis, Anthony (1998), Horary Astrology Plain & Simple: Fast & Accurate Answers to Real World Questions, For Beginners Series, Llewellyn Worldwide, ISBN 9781567184013
- The Metropolitan, quyển 10, James Cochrane, 1834, OCLC 58892017
- Mowat, J. Gordon; Cooper, John Alexander; MacTavish, Newton (1903), The Canadian Magazine of Politics, Science, Art and Literature, Ontario Publishing Company, Limited, OCLC 1553181
- O'Shea, Michael Vincent; Ellsworth, Decatur Foster; Locke, George Herbert (1920), The world book: organized knowledge in story and picture, quyển 8, W.F. Quarrie & Co, OCLC 707067037
- Pisces, Marvel Universe Appendix, truy cập ngày 22 tháng 1 năm 2013
- Pisces, Britannica.com Inc., truy cập ngày 13 tháng 12 năm 2012
- Pisces, Oxford University Press, Bản gốc lưu trữ ngày 18 tháng 7 năm 2012, truy cập ngày 23 tháng 12 năm 2018
- Ridpath, Ian (2001), Stars and Planets Guide, Princeton University Press, ISBN 9780691089133
- Ridpath, Ian, "Pisces the fishes", Star Tales, truy cập ngày 8 tháng 12 năm 2012
- Roback, Charles W. (1854), The mysteries of astrology and the wonders of magic, OCLC 609243056
- Scott, John P. (1996), The Four Gospels, Health Research Books, ISBN 9780787307516
- Shapiro, Lee (1977). "The real constellations of the zodiac". International Planetarium Society. Truy cập ngày 19 tháng 2 năm 2019.
- Spencer, Neil (2000), True as the Stars Above, London: Victor Gollancz